# Chantal Jones
Heather Chantal Jones född 8 september 1988 i Austin, Texas, är en amerikansk fotomodell.
Som 19-åring kom Chantal Jones tvåa i America's Next Top Model. Hon har också medverkat i Black Eyed Peas video I Gotta Feeling.